# Cryptops numidicus
Cryptops numidicus är en mångfotingart som först beskrevs av Lucas 1846.  Cryptops numidicus ingår i släktet Cryptops och familjen Cryptopidae.

## Underarter
Arten delas in i följande underarter:
- C. n. aelleni
- C. n. numidicus
- C. n. tropicus